# Słobidka (hromada Malin)
Słobidka (ukr. Слобідка, hist. pol. Sieliszcze) – wieś na Ukrainie, w obwodzie żytomierskim, w rejonie korosteńskim, w hromadzie Malin. W 2001 liczyła 605 mieszkańców, spośród których 594 wskazało jako ojczysty język ukraiński, 10 rosyjski, a 1 białoruski.